# Баскудук (Мангистауский район)
Баскудук (каз. Басқұдық) — село в Мангистауском районе Мангистауской области Казахстана. Входит в состав Ондынского сельского округа. Находится примерно в 40 км к юго-востоку от села Шетпе, административного центра района. Код КАТО — 474643200.

## Население
В 1999 году численность населения села составляла 389 человек (213 мужчин и 176 женщин). По данным переписи 2009 года, в селе проживало 118 человек (66 мужчин и 52 женщины).